# 田崎草雲

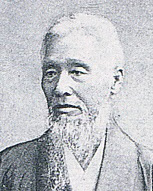
晩年の田崎草雲

田崎 草雲（たざき そううん、1815年11月15日（文化12年10月15日） - 1898年（明治31年）9月1日）は、日本の南画画家。名は芸（うん）。字は草雲。弟子に小室翠雲、嵩岳堂がいる。司馬遼太郎の短編小説「喧嘩草雲」や、中里介山の長編小説「大菩薩峠」に登場する足利出身の放浪の絵師、田山白雲のモデルになっている。

## 略歴
- 1815年 江戸小川町（現在の千代田区）足利藩江戸藩邸に足軽二人扶持の祐筆、田崎恒蔵の長子として生まれる。

幼少より絵に長じて縁戚の金井烏洲、次いで谷文晁門下となる。
- 1835年 家督を継母の連れ子に譲るため、足利藩を脱藩。放浪の後、江戸の加藤梅翁の門下となり号を梅渓とする。
- 1840年 谷文晁が没す。
- 1843年 独立して浅草山谷堀の裏店に家を借りるが絵はまったく売れず。

明の盛茂燁の山水画に傾倒し、研究を重ねる。
この前後、松浦武四郎、小野胡山らの紹介により玉池吟社の梁川星巌に謁し、感化されるところが多く画論の研究を進める。また尊王思想についても共感するところがあった。
- 1850年 この頃、禅学に傾倒し、草雲の号を使う。周囲の評価も高まる。
- 1855年 妻の菊子が狂死。翌年、草雲は江戸を去り足利へ帰郷。藩へ絵師として復帰する。
- 1858年 尊王志士と交わり幕府の嫌疑を受ける。安政の大獄の難を遊歴をすることで避ける。
- 1868年 藩主以下重臣に説き、藩論を尊王に統一させる。藩内の百姓を徴兵した「誠心隊」差図役として足利山麗会議にも出席。藩の防衛に努めた。一方、実子の格太郎は妻と自殺する。
- 1876年 第1回内国勧業博覧会へ画を出品し、高評を得る。
- 1878年 蓮岱寺山（現足利公園内）に草庵の白石山房をたてる。足利では多く弟子をとり絵画を教えた。ただし、単に絵を欲しがるだけの人物は軽くあしらうことが多かったという。足利の酒屋は草雲から金をとらず、かわりに絵を描いてもらうことが多かった。
- 1890年 皇居の杉戸図を描く。同年10月2日、帝室技芸員を拝命[1]。
- 1898年 死去。墓は足利の西宮長林寺。栃木市西方町真名子にも分骨された墓がある[2]。
- 1915年 従五位を追贈された[3]。
- 1968年 鈴木栄太郎が私費で草雲美術館を建設し、足利市に寄付。

## 人物

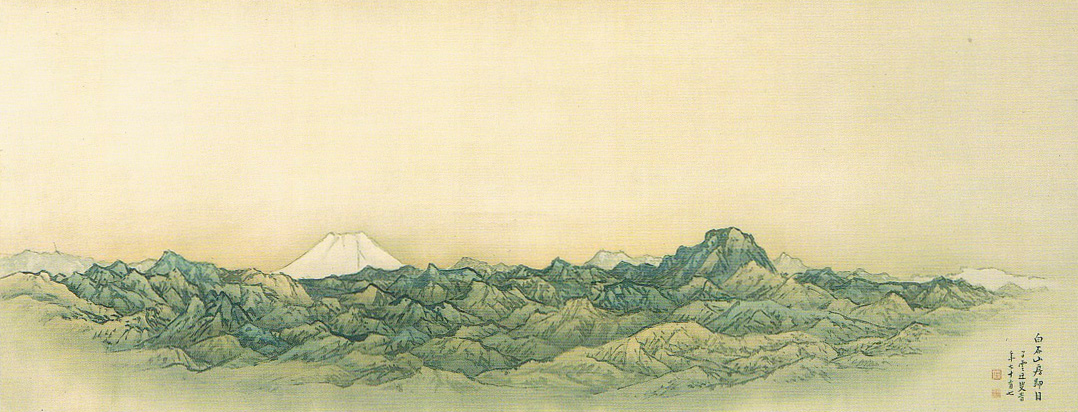
「白石山房即目富士図」明治24年(1891) 絹本著色軸装　唐沢山神社蔵

前半生においては、南画の師である谷文晁や先輩の渡辺崋山亡き後、書画会における草雲の評価は低かったとされる。草雲は文晁を畏敬はしたが、真似る事を恐れておりこれが巨星なきあとの画壇の風潮と合わなかったと見る事ができる。また、周囲の南画の技術革新も進まなかったのが不遇時代を長くさせる要因となった。しかし、この時期に写実のため本草学も学ぶという熱心さが彼のプロ意識の高さを物語っている。凧の絵や浮世絵を書いたりして世渡りをする一方で、本分においては己の節は曲げないという江戸っ子としての「意地」の部分が草雲を大成させたと言える。
大島萬世によれば、草雲が出品した展覧会で、金牌なしで銀牌2名（うち1名が草雲）となることが立て続けに起き、これを地方在住者である自身へのあてつけと考え、以後、中央画壇と断絶した。しかし白石山房を訪れる人物を会わずに追い返すことは決してしなかった。（借金取りなど、一度会ったことのある人物に対し居留守を使うことはあった）もっとも、白石山房には、常に「草雲は不在」という札が掲げられていたため、事情を知る知人や出入りの商人以外はあまり出入りしなかった。帝室技芸員を拝命する際も、当初、地方在住者であるという理由で固辞し、担当者が必死に説得したという。これについては、帝室技芸員になると東京に通勤しなければならないと草雲が勘違いしていたためという説もある。

## 備考
草雲という字名は、本名の芸（うん）を二字に分けたものといわれる。
幼少より絵と同様に武術も好み、6尺（約180cm）近い草雲は剣術や柔術に巧みであったという。書画会においては、己の絵を貶す相手には拳骨で殴りつけて「あばれ梅渓」のあだ名をもらったとされる。本朝画人伝では酒乱の詩人竹内雲濤と血みどろになるまで殴り合いこれを下したとされる。
郡司信夫の「ボクシング100年」や加来耕三「日本格闘技おもしろ史話」の記述によれば1854年、横浜に遊んだときにボクシングを使うアメリカ軍水兵と喧嘩になり体落としで相手を倒しているが、記録に残っている限りで、これが近代日本における異種格闘技戦の第1号とされる（同じ1854年に伊豆戸田でヘダ号の造船を待っていた旧ディアナ号の船員が村相撲に参加しているが異種格闘技かどうかは不明）。
この事件は富田常雄の「姿三四郎」、中里介山の「大菩薩峠」における柔道とボクシングの格闘場面のモデルとされているが、原典の記述は草雲の通称や柔術の流派が通説と大きく食い違うとされ、疑問を呈する研究者もいる。
また、山水画の研究のために旅行を繰り返した。国定忠治の、当人と会ったことのある人物が描いた唯一の肖像画は、草雲によるものである。ただしこの肖像画は、忠治の没後に草雲が思い出しながら描いたものであるとされる（作家の丸谷才一はこの動機を「ファン心理」と分析している）。剣客・博徒との交際も深く中山道の大親分の信濃屋喜兵衛留書によると、甲州では博徒の竹居安五郎宅に宿泊するなど「亦諸国貸元親分衆に詳しきもの」とされる。
2017年に草雲の肖像写真が見つかっている。写真は角刈りで白の着物に黒い羽織を着た姿で、草雲の戒名「遊玄院畫仙草雲居士」および「七十七歳撮影」と書かれていた。草雲の写真は2017年までに7枚見つかっている。

## 作品
- 「絹本著色蓬莱山宮図」（栃木県指定文化財）
- 「絹本墨画富嶽図」（同上）

## 門弟
- 小室翠雲
- 田中草辰
- 牧島閑雲
- 古川竹雲
- 新井勝重
- 荻野萬太郎
- 藤原草丘
- 阿部茶村
- 池田弥源太
- 木村凍雲
- 福田松琴
- 島霞谷

## 関連文献
- 『田崎草雲先生の生涯』小室翠雲（1930年）
- 『画聖田崎草雲』荒川敏雄（1972年、アポロン社）
- 『慶應四年の田崎草雲』菊地卓（2002年、下野新聞社、ISBN 978-4882861744）
- 『明治・日本画の巨匠 田崎草雲 -人物と業績-』亀田浩三（2019年、随想舎、ISBN 978-4887483712）